# Domschule von Lüttich
Die Domschule von Lüttich bestand vom 9. bis zum 13. Jahrhundert an der Kathedrale von Lüttich für die interne Ausbildung von Klerikern und extern von Adelssöhnen. Sie errang einen herausragenden Ruf weit über den nordwestdeutschen Raum noch vor dem politisch wichtigen Erzbischofssitz Köln und Lüttich wurde sogar als Athen des Nordens (Gozwin von Mainz) gepriesen.

## Geschichte
Erzbischof Brun von Köln entwarf in der Mitte des 10. Jahrhunderts ein Bildungsprogramm, das Kaiser Otto I. politisch umsetzte. Parallel bestanden exzellente Domschulen in Köln (Wolfhelm von Brauweiler), Hildesheim (Bernward), Speyer (Walter von Speyer), Würzburg und Trier (Wolfgang von Regensburg) sowie Bamberg (Meinhard von Bamberg), etwas früher noch Utrecht (Balderich). Damit im Austausch standen im Westen Reims (Gerbert von Aurillac), Chartres (Fulbert von Chartres) und Tours (Berengar).
Bereits Bischof Hartgar von Lüttich (841–855) unterstützte die Domschule von Lüttich stark, indem er irische Lehrer berief. Der musische Stephan von Tongern (901–920) tat es ihm gleich. Der von ihm eingesetzte Bischof Ebrachar (959–971) begann die Kathedralschule besonders zu fördern, um Lüttich als Bischofssitz besser auszustatten, der vorher in Maastricht gewesen war. Er war in der Lage, Kaiser Otto I. eine Sonnenfinsternis 969 als natürliches Ereignis zu erklären. Sein Nachfolger Notger (972–1008), der aus St. Gallen kam, baute die Stadt großzügig weiter aus, auch mit Mitteln der Grafschaft Huy, die ihm 985 Kaiserin Theophanu verlieh. So begründete er am Lambertdom ein sechzigköpfiges Domkapitel, womit die Finanzierung der Domschule gesichert war. Balderich II. (1008–1018) vollendete die neue Kathedrale St. Lambert. Durand von Lüttich (1021–1025) war selbst ein Schüler gewesen. Der Hl. Reginhard (1025–1037) setzte die Förderung weiter fort.
Die Schule wuchs zu einem Zentrum der theologischen und besonders mathematischen Bildung heran, die viele Talente anzog. Schon um 1000, als der Mathematiker Sylvester II. Papst war, gab es gute Beziehungen zur führenden Domschule von Reims. Die Lütticher Schüler gingen u. a. in die Bistümer Mainz, Salzburg, Bamberg, Prag und Utrecht, wo sie die dortigen Domschulen förderten. Zwischen den Domschulen des Reiches bestand ein intensives Netzwerk durch Korrespondenz und Entsendung von Schülern (Neffen-Netzwerk). Eine Rolle spielten auch Fluchten aus dem strengen Kloster in ein milderes Regiment.
Ein mathematisches Werk, das vermutlich um 1050 in Lüttich entstanden ist, ist das sogenannte „Boëtius-Geometrie II“, das den Abakus und Arabische Ziffern kennt. Die Quadratur des Kreises wurde von Franco reflektiert. Eine Aufgabe der Zeit war die Aufarbeitung der von den Arabern und Byzantinern erhaltenen mathematischen Kenntnisse, die vor allem über Spanien (Barcelona), wo Papst Sylvester studiert hatte, und Sizilien übermittelt wurden.
Im 13. Jahrhundert setzte auch wegen politischer Unruhen ein Niedergang ein. 1388 wurde die Alte Universität zu Köln, 1425 die Alte Universität Löwen gegründet, beide übernahmen die gelehrte Ausbildung.

## Bedeutende Personen

### Schulleiter
- Sedulius Scottus, irischer Lehrer in der Mitte des 9. Jh.
- Notger von Lüttich, prägender Leiter und Bischof (972–1008)
- Wazo, Leiter 1013–1031, Bischof von Lüttich (1042–1048)
- Adelmann von Lüttich, Leiter ab 1031, Domschule Speyer, Bischof von Brescia
- Gozechin oder Gozwin von Mainz, Leiter 1050–1058, dann an der Domschule von Mainz, schrieb dort die Epistula ad suum Valcherum Discipulum olim
- William Walcher, Leiter 1058–1066, Bischof von Durham (1070–1080, Identität unsicher)
- Franco von Lüttich, Leiter ab 1066, Mathematiker
- Alger von Lüttich, Leiter 1100–1121, dann Mönch in Cluny

### Lehrer
- Heriger von Lobbes, um 989 in Rom, dann Abt in Laubach
- Anselm von Lüttich, Dekan des Lambrechtskapitels bis 1058 und Chronist
- Egbert von Lüttich, Lehrer um 1023, Vater des Märchens Rotkäppchen
- Engelbert von Lüttich, Astronom um 1050
- Radulf von Lüttich, Mathematiker Mitte des 11. Jh., Kontroverspartner der Kölner Domschule um 1020 im „Winkelstreit“, mit engem Kontakt zu Fulbert von Chartres

### Schüler
- Ruthard II., Bischof von Cambrai (976?–995)
- Adalbald II., Bischof von Utrecht (1010–1026), Mathematiker
- Durand von Lüttich, Lehrer in Bamberg, Kanzler unter Heinrich II., Bischof von Lüttich (1021–25)
- Gunther von Meißen, Kanzler unter Heinrich II., Erzbischof von Salzburg (1024–25)
- Meinhard von Bamberg, Leiter der Domschule Bamberg († 1088), Brief an Adelmann
- Cosmas von Prag († 1125), Domkapitular in Prag und Chronist Böhmens
- Rupert von Deutz († 1129), Bibelkommentator, unter Häresieverdacht, Abt in Deutz
- Thomas von Bayeux, Erzbischof von York (1070–1100)
- Samson († 1112), Bischof von Worcester

## Einzelbelege
1. ↑  Matthew Zimmern: Hagiography and the Cult of Saints in the diocese of Liège, c. 700–980, Doktoraldissertation, University of St Andrews, Schottland, 2007
2. ↑  Sita Steckel: Kulturen des Lehrens im Früh- und Hochmittelalter: Autorität, Wissenskonzepte und Netzwerke von Gelehrten. Böhlau Verlag Köln Weimar, 2011, ISBN 978-3-412-20567-6 (google.de [abgerufen am 24. Januar 2022]).